# گمرک تپه حسین‌آباد
گمرک تپه حسین‌آباد مربوط به قرون یک تا ۵ ه‍.ق است و در شهرستان شیروان، بخش مرکزی، دهستان زوارم، روستای حسین‌آباد واقع شده و این اثر در تاریخ ۸ بهمن ۱۳۸۵ با شمارهٔ ثبت ۱۷۰۸۶ به عنوان یکی از آثار ملی ایران به ثبت رسیده‌است.